# Стрільськ (зупинний пункт)
Стрільськ — зупинний пункт Рівненської дирекції Львівської залізниці.
Розташований у селі Стрільськ Сарненського району Рівненської області на лінії Сарни — Удрицьк між станціями Сарни (10 км) та Дубровиця (15 км).
Стрільськ було відкрито як станцію у 1885 році при будівництві лінії Рівне — Сарни — Лунинець.
На зупинному пункті Стрільськ зупиняються лише приміські потяги до станцій Сарни, Здолбунів, Удрицьк, Горинь (Білорусь).